# Nadia Nerina
Nadia Nerina, alla nascita Nadia Judd (Bloemfontein, 21 ottobre 1927 – Beaulieu-sur-Mer, 6 ottobre 2008), è stata una ballerina sudafricana.

## Biografia
Nata e cresciuta in Sudafrica, si trasferì nel Regno Unito dopo la fine della seconda guerra mondiale e perfezionò gli studi di danza con Marie Rambert e poi con Ninette de Valois presso la Sadler's Wells Ballet School; prima ancora di diplomarsi, nel 1946 fece il suo esordio alla Royal Opera House danzando il ruolo della balia nell'allestimento de La bella addormentata che segnò la riapertura del teatro.
L'anno dopo fu promossa al rango di solista della Sadler's Wells Opera Ballet, di cui divenne prima ballerina nel 1952 all'età di venticinque anni. Nei quindici anni successivi si affermò come una delle maggiori ballerine del Royal Ballet, facendosi apprezzare per la grande tecnica, la verve e le raffinate interpretazioni dei ruoli del repertorio del XIX secolo e di quello moderno e, in particolare, delle coreografie di Kenneth MacMillan, Frederick Ashton, Peter Darrell e del compatriota John Cranko.
Musa di Ashton, nel 1960 danzò per la prima volta quello che sarebbe diventato il suo ruolo più celebre, quello di Lise ne La Fille Mal Gardée. Danzò inoltre molti dei grandi ruoli femminili del repertorio, tra cui Mazurka e Valse ne Les Sylphides, la ragazza ne Le Spectre de la Rose e Il pomeriggio di un fauno, l'eponime protagoniste di Cenerentola, Sylvia, Ondine e Giselle, Aurora ne La bella addormentata, Odette e Odile ne Il lago dei cigni, Swanilda in Coppélia e Kitri in Don Chisciotte.
Per quanto Nerina ebbe una carriera di grande successo, non raggiunse mai i vertici pronosticati dalla critica durante gli anni cinquanta: l'arrivo di Rudol'f Nureev e la sua partnership con Margot Fonteyn finì per mettere in secondo piano tutti gli altri ballerini del Royal Ballet, tra cui acclamate prime ballerine quali Nerina o Svetlana Berëzova. Il suo rapporto con Nureev, inoltre, fu spesso conflittuale e il cattivo sangue tra i due finì per riflettersi anche nelle loro esibizioni insieme; di maggior successo fu invece la partnership con Alexis Rassine, David Blair ed Erik Bruhn.
Nel 1956 si sposò con il finanziere ed imprenditore Charles Gordon, con cui si trasferì a Monte Carlo nel 1969 dopo il ritiro dalle scene. Successivamente si trasferì nel Sud della Francia, dove morì nel 2008 all'età di ottant'anni.